# Банатска буна
Банатската буна или Банатско въстание (на сръбски: Банатски устанак) въстание на сърбите в Банат срещу Османската империя през 1594 година, по време на Дългата война. Бунтът, воден от местния православен епископ Теодор Банатски и Сава Темишварац, започва през март и за няколко седмици въстаниците завземат значителна територия. През юни към Банат се придвижват значителни османски войски, които до 10 юли ликвидират бунта, извършвайки масови кланета и предизвиквайки вълна от бежанци към Трансилвания и Хабсбургска Унгария. При потушаването на въстанието по заповед на османския велик везир Синан паша в Белград са изгорени мощите на свети Сава Сръбски.